# خان الخياطين
خان الخياطين هو أحد أقدم الخانات في العهد العثماني في مدينة دمشق القديمة، وهو يعتبر مركزًا لصناعة النّسيج والأنسجة. يقوم بصناعة الألبسة التّراثيّة والتّقليديّة من طرابيش، أرتيزانا، شراويل،عباءات وأقمشة مطرّزة وغيرها.   
بناه الوالي أحمد شمسي باشا عام 960هـ / 1554م.
والذي كانت تسميته خان الجوخية، يقع الخان في سوق الخياطين، لديه بوابة مزخرفة، ودهليز في طرفيه درج وقاعة واسعة، وينتهي الدهليز بباحة مستطيلة تحيط بها اثنتا عشرة غرفة، وعدد مساوٍ من الغرف في الطابق العلوي.

## تاريخه
وهو أوّل خان عثمانيّ بُني في دمشق. يعود تاريخ خان الخياطين إلى ما قبل العهد المملوكي وربّما إلى ما قبل الإسلام، بعد العثور على أعمدة بيزنطيّة في الحفريّات الّتي أُجريت عام 1948.
حدّد الباحث ريحاوي خلال الستينيّات ضمن دراسته عن خانات دمشق بأنّ تاريخ بنائه يعود لسنة 1552م/960ه.

## التّسمية
اختلفت تسميته على مرّ العصور والسّنوات. كان يُعرَف بالعشر، ثمّ تمّ توسيعه وتجديده حتّى أصبح يُعرَف بالواقف المومأ إليه وبإنشائه.

## بناؤه
يتألّف خان الخياطين من طابقين وتحديدا من "أرضيّة مبلّطة بالبلاط الأسود في وسطها بركة يجري إليها الماء من نهر القنوات ومخازن سفليّة مستديرة بكلّ واحد باب خاصّ يُفتح إلى ساحة القاساريّة وشبّاك حديد مُطلّ إلى أرض القاسارية ومخازن علويّة مستديرة.

## طالع ايضاً
- خان الشونة
- تاريخ الخانات في دمشق.